# Constitutionnels
De constitutionnels (Nederlands: constitutionalisten) waren een fractie in het Frankrijk van de Restauratie (1815-1830). Zij hingen de door koning Lodewijk XVIII uitgevaardigde Charte constitutionnelle (Constitutioneel Charter) aan. Zij waren tevens monarchistisch. De leider van de constitutionnels, graaf Decazes vroeg in 1816 aan koning Lodewijk XVIII de Chambre introuvable (tweede kamer), waar de ultraroyalisten de meerderheid hadden, te ontbinden. De koning stemde in en bij de verkiezingen van oktober 1816 behaalden de constitutionels de meerderheid. In november 1819 werd Decazes premier.
Na de moord op Karel Ferdinand van Artois, hertog van Berry, een zoon van de latere Franse koning Karel X, op 14 februari 1820 door een republikein, gaven de ultraroyalisten de constitutionnels de schuld, omdat onder hun bewind de oppositie (onder wie de republikeinen) de vrije hand zouden hebben gehad. Op 17 februari trad Decazes als premier af en sindsdien maakten de constitutionnels deel uit van de oppositie. 
Na de troonsbestijging van koning Karel X in 1824 werd de macht van de constitutionnels gebroken.